# Università di Canberra
L'Università di Canberra è un'università australiana pubblica, con sede a Bruce, un sobborgo di Canberra. 

## Storia
Fondata nel 1967 come Canberra College of Advanced Education, divenne un'università a tutti gli effetti solo nel 1990, con il patrocinio della Monash University.

## Organizzazione

### Edifici
L'università ha un solo campus, situato nel sobborgo di Bruce. Lo spazio ricoperto dall'ateneo è di 290 acri, tra edifici e percorsi di accesso. Gli edifici sono in tutto 28, ognuno dedicato a un particolare settore di studi o a una facoltà. Tutti gli edifici sono numerati e molti di essi non hanno alcuna denominazione. 
La Biblioteca dell'Università di Canberra si trova nell'Edificio 8, una struttura di quattro piani. Essa è in grado di fornire alla comunità universitaria una gamma di risorse e servizi di informazione accademica di alta qualità. 
Nell'Edificio 1, una struttura di due piani, si trova invece il Refettorio, gestito dall'Unione UC. Esso offre un locale dove studiare o socializzare, con bar-caffè, ufficio postale, negozi, tavoli da biliardo e anche una sala per concerti. Al piano superiore ci sono invece aule studio che possono essere prenotate da studenti e personale.

### Facoltà e istituti di ricerca
Le facoltà, solo 5 in tutto, sono le seguenti:
- Arte e Design
- Economia, Scienze Politiche e Diritto
- Medicina
- Scienze dell'Educazione
- Scienze e Tecnologia

Questo invece l'elenco degli istituti di ricerca:
- Institute for Applied Ecology
- Institute for Governance and Policy Analysis
- Research Institute for Sport and Exercise
- Health Research Institute
- Centre for Creative and Cultural Research
- News and Media Research Centre
- Centre for Research and Action in Public Health
- Centre for Research in Therapeutic Solutions
- STEM Education Research Centre
- SYNERGY Nursing and Midwifery Research Centre
- Nexus Research Centre
- Canberra Urban and Regional Futures
- Collaborative Indigenous Research Initiative
- Murray-Darling Basin Futures Collaborative Research Network
- Invasive Animals Cooperative Research Centre